# Shopski Cove
Die Shopski Cove (englisch; bulgarisch Шопски залив Schopski saliw) ist eine 2,6 km breite und 1,5 km lange Bucht an der Südwestküste von Greenwich Island im Archipel der Südlichen Shetlandinseln. Sie liegt zwischen dem Triangle Point und dem Spit Point des Provadiya Hook.
Die bulgarische Kommission für Antarktische Geographische Namen benannte sie 2005 nach der Region Schopluk im westlichen Grenzgebiet Bulgariens.